# Turnera hatschbachii
Turnera hatschbachii là một loài thực vật có hoa trong họ Lạc tiên. Loài này được Arbo mô tả khoa học đầu tiên năm 2000.